# DHB-Pokal 2023/24
Die Handballspiele um den DHB-Pokal 2023/24 der Männer fand von August 2023 bis April 2024 statt. Gewinner war zum dritten Mal der SC Magdeburg.

## Spielzeit
Die erste Runde wurde vom 25. bis 26. August 2023 ausgespielt, die zweite Runde zwischen 4. und 24. September 2023, die dritte Runde von 3. bis 5. Oktober 2023, das Achtelfinale am 12./13. Dezember 2023 und das Viertelfinale am 3./4. Februar 2024. Das Final Four wurde am 13./14. April 2024 ausgetragen.
Titelverteidiger waren die Rhein-Neckar Löwen.

## Modus
Bei gleicher Spielklasse hatte grundsätzlich die zuerst geloste Mannschaft Heimrecht, bei Mannschaften aus unterschiedlichen Spielklassen ging das Heimrecht an die unterklassige Mannschaft.
Gespielt wurde im K.-o.-System. Sofern die reguläre Spielzeit unentschieden endete, gab es eine Verlängerung, bleibt auch diese unentschieden ein Siebenmeterwerfen.
Zunächst wurden zwei Runden mit insgesamt 24 Mannschaften ausgetragen. Die 24 Mannschaften setzten sich wie folgt zusammen:
- vierzehn Zweitligisten (die beiden Absteiger aus der Bundesliga 2022/23, die Tabellenplätze 3 bis 12 der 2. Bundesliga 2022/23 und die beiden Aufsteiger aus der 3. Liga)
- zehn Drittligisten

1. Runde
Für die erste Runde wurden die Teams in eine Nord- und eine Süd-Gruppe aufgeteilt, aus denen jeweils drei Partien gezogen wurden. Dafür wurden zufällig sechs Mannschaften aus der 2. Bundesliga und sechs Mannschaften aus den 3. Ligen gezogen, so dass immer einer Duell zwischen einem Drittligisten und einem Zweitligisten entstand.
2. Runde
An der 2. Runde nahmen die sechs Sieger der 1. Runde sowie die zwölf verbleibenden Teams in den Lostöpfen der 1. Runde teil. Somit nehmen an dieser Runde 18 Teams in neun Partien teil.
3. Runde
An der 3. Runde nahmen insgesamt 26 Teams teil, die sich wie folgt zusammensetzten:
- neun Sieger aus der 2. Runde
- die zwei Finalisten des Amateurpokals 2023
- 15 Teams aus der 1. Bundesliga (Platz 1–3 des DHB-Pokal 2022/23 sind direkt für das Achtelfinale gesetzt)

Achtelfinale
Die Teilnehmer am Achtelfinale waren die 13 Sieger der 3. Runde und die Teams, welche die Plätze 1–3 des DHB-Pokals 2022/23 belegten.

## Hauptrunden

### 1. Runde
Die Spielpaarungen der 1. Runde im DHB-Pokal wurden am 3. Juli 2023 ausgelost. Die Runde wurde vom 25. bis 26. August 2023 ausgespielt. Der Gewinner jeder Partie zog in die 2. Runde des DHB-Pokals ein.
| Datum           | Heimmannschaft                 | Gastmannschaft                | Ergebnis Anm. 1 | Zuschauer |
| --------------- | ------------------------------ | ----------------------------- | --------------- | --------- |
| 25. August 2023 | Eintracht Hildesheim (3. Liga) | GWD Minden (2. Liga)          | 23:29 (11:13)   | 0 603     |
| 25. August 2023 | TV Emsdetten (3. Liga)         | 1. VfL Potsdam (2. Liga)      | 29:34 (16:18)   | 1.050     |
| 25. August 2023 | HSG Hanau (3. Liga)            | ASV Hamm-Westfalen (2. Liga)  | 19:40 (9:21)    | 0 277     |
| 26. August 2023 | EHV Aue (2. Liga)              | SG BBM Bietigheim (2. Liga)   | 30:33 (18:16)   | 0 608     |
| 26. August 2023 | TV Gelnhausen (3. Liga)        | HSC 2000 Coburg (2. Liga)     | 26:40 (14:20)   | 0 540     |
| 26. August 2023 | TuS Vinnhorst (2. Liga)        | HSG Nordhorn-Lingen (2. Liga) | 30:35 (14:16)   | 0 421     |

Hinweis: Die Angaben zur Ligazugehörigkeit beziehen sich auf die laufende Spielzeit.

### 2. Runde
Die Spielpaarungen der 2. Runde im DHB-Pokal wurden am 31. August 2023 ausgelost. Die Runde wird vom 4. bis 24. September 2023 ausgespielt. Der Gewinner jeder Partie zieht in die 3. Runde des DHB-Pokals ein.
| Datum              | Heimmannschaft                    | Gastmannschaft                 | Ergebnis Anm. 1            | Zuschauer |
| ------------------ | --------------------------------- | ------------------------------ | -------------------------- | --------- |
| 12. September 2023 | TuS Ferndorf (3. Liga)            | SG BBM Bietigheim (2. Liga)    | 26:41 (12:18)              | 0 583     |
| 13. September 2023 | MTV Braunschweig (3. Liga)        | Dessau-Roßlauer HV (2. Liga)   | 24:32 (14:16)              | 0 400     |
| 13. September 2023 | HSG Krefeld Niederrhein (3. Liga) | HSG Nordhorn-Lingen (2. Liga)  | 37:40 (18:16)              | 0 379     |
| 13. September 2023 | TuS Fürstenfeldbruck (3. Liga)    | HSC 2000 Coburg (2. Liga)      | 29:40 (10:17)              | 0 450     |
| 18. September 2023 | ASV Hamm-Westfalen (2. Liga)      | 1. VfL Potsdam (2. Liga)       | 50:49 n. V. (23:20, 39:39) | 0 460     |
| 19. September 2023 | HSG Bergische Panther (3. Liga)   | VfL Lübeck-Schwartau (2. Liga) | 22:31 (10:15)              | 0 201     |
| 19. September 2023 | TuS N-Lübbecke (2. Liga)          | GWD Minden (2. Liga)           | 28:24 (14:10)              | 1.990     |
| 19. September 2023 | HC Oppenweiler/Backnang (3. Liga) | TUSEM Essen (2. Liga)          | 24:33 (15:17)              | 0 172     |
| 20. September 2023 | Eulen Ludwigshafen (2. Liga)      | VfL Eintracht Hagen (2. Liga)  | 31:32 n. V. (13:15, 28:28) | 0 352     |

Hinweis: Die Angaben zur Ligazugehörigkeit beziehen sich auf die laufende Spielzeit.

### 3. Runde
Die Spielpaarungen der 3. Runde im DHB-Pokal wurden am 31. August 2023 ausgelost und am 3. und 4. Oktober 2023 ausgetragen. Der Gewinner jeder Partie zog in das Achtelfinale des DHB-Pokals ein.
| Datum           | Heimmannschaft                 | Gastmannschaft                     | Ergebnis Anm. 1            | Zuschauer |
| --------------- | ------------------------------ | ---------------------------------- | -------------------------- | --------- |
| 3. Oktober 2023 | THW Kiel (1. Liga)             | HSG Wetzlar (1. Liga)              | 31:32 (17:19)              | 4.389     |
| 3. Oktober 2023 | Interaktiv.Handball (3. Liga)  | VfL Gummersbach (1. Liga)          | 27:44 (10:23)              | 0 800     |
| 3. Oktober 2023 | HC Erlangen (1. Liga)          | Füchse Berlin (1. Liga)            | 35:38 n. V. (13:16, 30:30) | 2.900     |
| 3. Oktober 2023 | ASV Hamm-Westfalen (2. Liga)   | HSV Hamburg (1. Liga)              | 35:36 (18:18)              | 1.687     |
| 3. Oktober 2023 | TuS N-Lübbecke (2. Liga)       | HBW Balingen-Weilstetten (1. Liga) | 29:27 (16:12)              | 0 876     |
| 3. Oktober 2023 | HC Gelpe/Strombach (Oberliga)  | TUSEM Essen (2. Liga)              | 27:37 (17:20)              | 0 320     |
| 3. Oktober 2023 | Dessau-Roßlauer HV (2. Liga)   | MT Melsungen (1. Liga)             | 28:31 (17:12)              | 1.927     |
| 3. Oktober 2023 | VfL Lübeck-Schwartau (2. Liga) | SC DHfK Leipzig (1. Liga)          | 25:33 (17:19)              | 1.216     |
| 3. Oktober 2023 | VfL Eintracht Hagen (2. Liga)  | HSC 2000 Coburg (2. Liga)          | 25:23 (13:10)              | 0 615     |
| 4. Oktober 2023 | TBV Lemgo Lippe (1. Liga)      | Frisch Auf Göppingen (1. Liga)     | 25:31 (12:15)              | 2.928     |
| 4. Oktober 2023 | TVB Stuttgart (1. Liga)        | ThSV Eisenach (1. Liga)            | 25:26 (11:13)              | 0 628     |
| 4. Oktober 2023 | HSG Nordhorn-Lingen (2. Liga)  | Bergischer HC (1. Liga)            | 27:35 (12:19)              | 1.648     |
| 4. Oktober 2023 | SG BBM Bietigheim (2. Liga)    | TSV Hannover-Burgdorf (1. Liga)    | 31:29 (12:12)              | 0 706     |

Hinweis: Die Angaben zur Ligazugehörigkeit beziehen sich auf die laufende Spielzeit.

### Achtelfinale
Für das Achtelfinale waren die Plätze 1–3 des DHB-Pokals 2022/23 vorab gesetzt: Rhein-Neckar Löwen, SC Magdeburg und SG Flensburg-Handewitt. 13 weitere Mannschaften qualifizierten sich als Sieger der 3. Runde.
Die Partien wurden am 9. Oktober 2023 von Dinah Eckerle gezogen und wurden am 12./13. Dezember angesetzt.
| Datum             | Heimmannschaft                   | Gastmannschaft                 | Ergebnis Anm. 1 | Zuschauer |
| ----------------- | -------------------------------- | ------------------------------ | --------------- | --------- |
| 12. Dezember 2023 | HSV Hamburg (1. Liga)            | ThSV Eisenach (1. Liga)        | 31:28 (14:16)   | 1.378     |
| 12. Dezember 2023 | SG BBM Bietigheim (2. Liga)      | Füchse Berlin (1. Liga)        | 33:42 (16:19)   | 3.024     |
| 12. Dezember 2023 | SC DHfK Leipzig (1. Liga)        | MT Melsungen (1. Liga)         | 21:27 (12:14)   | 3.831     |
| 13. Dezember 2023 | SC Magdeburg (1. Liga)           | HSG Wetzlar (1. Liga)          | 39:31 (21:15)   | 5.429     |
| 13. Dezember 2023 | VfL Eintracht Hagen (2. Liga)    | TuS N-Lübbecke (2. Liga)       | 28:36 (12:19)   | 1.302     |
| 13. Dezember 2023 | TUSEM Essen (2. Liga)            | Rhein-Neckar Löwen (1. Liga)   | 24:33 (13:18)   | 2.578     |
| 13. Dezember 2023 | VfL Gummersbach (1. Liga)        | Frisch Auf Göppingen (1. Liga) | 33:28 (18:13)   | 3.132     |
| 13. Dezember 2023 | SG Flensburg-Handewitt (1. Liga) | Bergischer HC (1. Liga)        | 37:29 (18:15)   | 4.131     |

### Viertelfinale
Die Partien wurden am 14. Dezember 2023 von Sören Steinhaus gezogen und am 3. und 4. Februar 2024 gespielt.

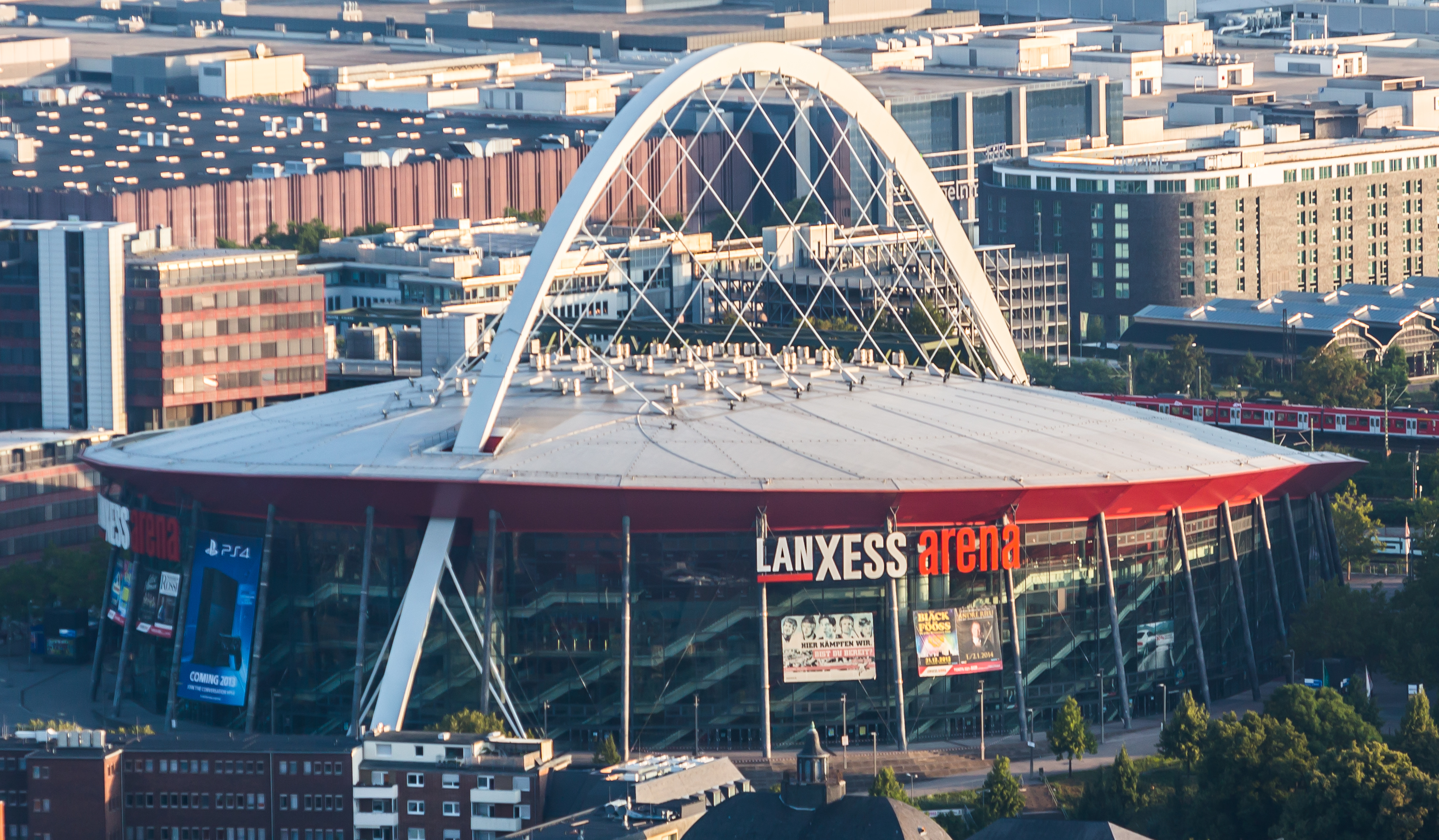
Die Lanxess Arena in Köln

| Datum           | Heimmannschaft | Gastmannschaft         | Ergebnis Anm. 1 | Zuschauer |
| --------------- | -------------- | ---------------------- | --------------- | --------- |
| 3. Februar 2024 | TuS N-Lübbecke | MT Melsungen           | 28:30 (13:16)   | 2.356     |
| 3. Februar 2024 | HSV Hamburg    | SG Flensburg-Handewitt | 25:37 (11:14)   | 3.800     |
| 4. Februar 2024 | Füchse Berlin  | VfL Gummersbach        | 31:29 (16:13)   | 7.715     |
| 4. Februar 2024 | SC Magdeburg   | Rhein-Neckar Löwen     | 34:24 (18:14)   | 6.600     |

## Final Four
Beim Final Four wurden die Spiele des Halbfinales, das Spiel um Platz 3 und das Finale ausgetragen. Austragungsort war am 13. und 14. April 2024 die Lanxess Arena in Köln.
Die Partien des Halbfinals, welches das Final4-Wochenende eröffneten, wurden am 6. Februar 2024 durch Elias Scholtes ausgelost. Die Sieger dieser beiden Partien ermittelten im Spiel gegeneinander den Gewinner des DHB-Pokals, die Verlierer der Halbfinalspiele traten gegeneinander im Spiel um Platz 3 an.
Halbfinale

| 13. April 2024 16:10 Uhr | SC Magdeburg                              | 30:25        | Füchse Berlin                            | Lanxess Arena, Köln Zuschauer: 19.750 Schiedsrichter: Ramesh Thiyagarajah, Suresh Thiyagarajah |
| 13. April 2024 16:10 Uhr | meiste Tore: Gísli Þorgeir Kristjánsson 8 | (14:10)      | meiste Tore: Lasse Bredekjær Andersson 9 | Lanxess Arena, Köln Zuschauer: 19.750 Schiedsrichter: Ramesh Thiyagarajah, Suresh Thiyagarajah |
| 13. April 2024 16:10 Uhr | Strafen: 1× 2×                            | Spielbericht | Strafen: 1×                              | Lanxess Arena, Köln Zuschauer: 19.750 Schiedsrichter: Ramesh Thiyagarajah, Suresh Thiyagarajah |

| 13. April 2024 19:00 Uhr | SG Flensburg-Handewitt                | 28:33        | MT Melsungen                  | Lanxess Arena, Köln Zuschauer: 19.750 Schiedsrichter: Robert Schulze, Tobias Tönnies |
| 13. April 2024 19:00 Uhr | meiste Tore: Emil Manfeldt Jakobsen 9 | (11:16)      | meiste Tore: Timo Kastening 7 | Lanxess Arena, Köln Zuschauer: 19.750 Schiedsrichter: Robert Schulze, Tobias Tönnies |
| 13. April 2024 19:00 Uhr | Strafen: 2×                           | Spielbericht | Strafen: 1× 5×                | Lanxess Arena, Köln Zuschauer: 19.750 Schiedsrichter: Robert Schulze, Tobias Tönnies |

Spiel um Platz 3

| 14. April 2024 12:45 Uhr | Füchse Berlin                            | 28:31        | SG Flensburg-Handewitt       | Lanxess Arena, Köln Zuschauer: 19.750 Schiedsrichter: Christian vom Dorff, Fabian vom Dorff |
| 14. April 2024 12:45 Uhr | meiste Tore: Lasse Bredekjær Andersson 7 | (19:15)      | meiste Tore: Simon Pytlick 7 | Lanxess Arena, Köln Zuschauer: 19.750 Schiedsrichter: Christian vom Dorff, Fabian vom Dorff |
| 14. April 2024 12:45 Uhr | Strafen: 3×                              | Spielbericht | Strafen: 2×                  | Lanxess Arena, Köln Zuschauer: 19.750 Schiedsrichter: Christian vom Dorff, Fabian vom Dorff |

Finale

| 14. April 2024 15:35 Uhr | SC Magdeburg                 | 30:19        | MT Melsungen                  | Lanxess Arena, Köln Zuschauer: 19.750 Schiedsrichter: Hanspeter Brodbeck, Simon Reich |
| 14. April 2024 15:35 Uhr | meiste Tore: Lukas Mertens 7 | (13:11)      | meiste Tore: Timo Kastening 5 | Lanxess Arena, Köln Zuschauer: 19.750 Schiedsrichter: Hanspeter Brodbeck, Simon Reich |
| 14. April 2024 15:35 Uhr | Strafen: 3× 2×               | Spielbericht | Strafen: 1× 3×                | Lanxess Arena, Köln Zuschauer: 19.750 Schiedsrichter: Hanspeter Brodbeck, Simon Reich |